# 国際連合グアテマラ人権監視団
国際連合グアテマラ人権監視団（こくさいれんごうグアテマラじんけんかんしだん United Nations Verification Mission in Guatemala,MINUGUA）はグアテマラに展開した国際連合平和維持活動。1997年1月20日の国連安保理決議1094号を受けて設立されたものであり、グアテマラ内戦の和平合意の遵守状況監視にあたった。

## 概要
グアテマラは、1960年以降政府軍と反政府武装組織による内戦状態にあった。長年続く内戦に国際的な仲介が1990年から行なわれ、1996年に至り政府とグアテマラ国民革命連合(URNG)との間で和平合意が結ばれた。これを受けて、1997年1月20日に国連安保理決議1094号が出され、国際連合グアテマラ人権監視団(MINUGUA)が設立されることとなった。
グアテマラ内戦では、先住民を含む住民弾圧・虐殺事件が相次いでいた。和平の機運と共に、1994年より国連の人権状況監視要員がグアテマラに展開していた。国際連合グアテマラ人権監視団は、これを引き継ぐ形となり、和平合意遂行状況の監視・検証の任務をもって、人権状況の改善をも監視することとなった。和平合意においては、停戦、URNGの武装解除・合法政党化、先住民などの人権擁護、虐殺事件などの真相究明などが謳われている。
MINUGUAの規模は最大事で軍事要員132名および支援スタッフからなり、和平合意遂行状況の監視にあたった。停戦・兵力分離・武装解除は順調に行なわれ、1997年5月にはURNGの武装解除が完了した。このため、MINUGUAは任務終了となり、1997年5月に解散している。